# Getting Some Fun Out of Life
Getting Some Fun Out of Life ist ein Jazzalbum von Dave Frishberg. Die am 25. und 26. Januar 1977 in den United Studios und den Western Studios in Hollywood entstandenen Aufnahmen erschienen 1977 auf Concord Jazz.

## Hintergrund
Als 1971 für ihn die Arbeit in New York knapp geworden war, erhielt Dave Frishberg die Möglichkeit, nach Los Angeles zu ziehen: Ihm wurde ein Vertrag angeboten, um Songs und spezielles Material für eine NBC-Fernsehshow namens The Funny Side zu schreiben, die von Gene Kelly moderiert wurde. Sein Klassiker „The Sports Page“ wurde zu dieser Zeit eingeführt. Er arbeitete auch an Jingles und in anderen Shows wie Charlie's Angels und spielte oft im Donte’s mit Musikern wie Joe Pass und Jack Sheldon. Gelegentlich war er in Bill Berrys Big Band zu Gast und für ein paar Jahre reiste er mit Herb Alperts umformierter Band Tijuana Brass.
Während seines Aufenthalts in Kalifornien nahm der Pianist und Sänger sechs bemerkenswerte Alben auf, urteilte Gordon Jack im Jazz Journal. Seine 1977 erschienene LP Getting Some Fun Out of Life brachte Frishbergs Komposition „Dear Bix“ zur Uraufführung, „eine von Herzen kommende Hymne an den Trompeter Bix Beiderbecke“ (1903–1931). Frishberg nahm Anfang 1977 für Concord Jazz zunächst Getting Some Fun Out of Life (mit Bob Findley, Marshal Royal, Larry Gales und Steve Schaeffer) auf. Es war das erste von drei Alben für das kalifornische Label, dem die Alben You’re a Lucky Guy (1978, u. a. mit Bob Brookmeyer, Al Cohn) und Let's Eat Home (1990, mit Snooky Young und Rob McConnell) folgten.
Während die Stücke „Lotus Blossom“, „I Would Do Anything for You“, „Stevedore Stomp“, „Violet Blue“, „Old Man Harlem“ und „Dear Bix“ in Quintettbesetzung entstanden, nahm Frishberg „Save It Pretty Mama“, „Alligator Crawl“, „In a Mist“, „Wonderful One“, „Getting Some Fun Out of Life“ und „King Porter Stomp“ als Solist auf.
Der Titelsong „Getting Some Fun Out of Life“, geschrieben von Joe Burke (1884–1950) und Edgar Leslie, wurde 1937 erstmals von Billie Holiday vorgestellt, gefolgt von Versionen von Wingy Manone, Tommy Dorsey und Dick Robertson.
„[Sweet] Lotus Blossom“ (nicht zu verwechseln mit dem Jazztitel von Kenny Dorham gleichen Titels) wurde 1947 von Julia Lee & Her Boy Friends eingespielt. „(I Would Do) Anything for You“ von Alex Hill/Claude Hopkins und „Stevedore Stomp“ (1929) waren typische Jazztitel der Zeit vom Duke Ellington Cotton Club Orchestra. Billy Strayhorns „Violet Blue“ wurde 1947 erstmals von Johnny Hodges präsentiert. „Old Man Harlem“ von Hoagy Carmichael nahm 1932 Eddie South auf, mit Milt Hinton als Sänger. „Save It, Pretty Mama“ war ab 1928 im Repertoire von Louis Armstrong, wie auch „Alligator Crawl“ (1927), bevor es 1935 Komponist Fats Waller selbst aufnahm. „In a Mist“ gehört zu den bekanntesten Stücken von Bix Beiderbecke, das dieser 1927 am Piano solo aufnahm. Ferde Grofés „Wonderful One“ wurde bereits ab 1923 von Joseph Knecht, Vincent Lopez sowie von Bernard Etté eingespielt.

## Titelliste
- Getting Some Fun Out of Life (Concord Jazz CJ-37)[4]

1. Lotus Blossom (Sam Coslow, Arthur Johnston) 4:06
2. (I Would Do) Anything for You (Alex Hill, Claude Hopkins, Bobby Williams) 2:50
3. Stevedore Stomp (Duke Ellington, Irving Mills) 2:16
4. Violet Blue (Billy Strayhorn) 4:43
5. Old Man Harlem (Hoagy Carmichael, Rudy Vallée) 2:43
6. Dear Bix (David Frishberg) 3:52
7. Save It, Pretty Mama (Joe Davis, Paul Denniker, Don Redman) 4:15
8. Alligator Crawl (Joe Davis, Andy Razaf, Fats Waller) 3:07
9. In a Mist (Bix Beiderbecke) 4:08
10. Wonderful One (Ferde Grofé, Dorothy Terris, Paul Whiteman) 2:46
11. Getting Some Fun Out of Life (Joe Burke, Edgar Leslie) 3:47
12. King Porter Stomp (Jelly Roll Morton) 2:20

## Rezeption
Scott Yanow verlieh dem Album in Allmusic vier Sterne und schrieb, Get Some Fun Out of Life sei eines der besten Alben von Dave Frishberg, zudem ein Werk, das ihm viel Anerkennung verschafft habe. Frishberg spiele sechs unterhaltsame Klaviersoli ohne Begleitung und singe sechs weitere Nummern mit einem Quintett. Von letzteren sei sein Stück „Dear Bix“ (im Duett mit Findley aufgenommen) ein Klassiker, während „Lotus Blossom“ und „Old Man Harlem“ ebenfalls einprägsam seien. Das Album sei sehr empfehlenswert.
Nach Ansicht von Digby Fairweather, der das Album im Rough Guide Jazz hervorhob, brachte Get Some Fun Out of Life Frishberg internationale Beachtung ein; wie auch das Folgealbum You're a Lucky Guy (178) lenkte es die Aufmerksamkeit auf seinen kenntnisreichen Geschmack bei der Auswahl von Songmaterial und seinen „onkelhaften“ Gesang. Höhepunkte des Albums sind für Fairweather das stimmungsvolle „Lotus Blossom“, ein ausgelassenes „Old Man Harlem“ und seine „ziemlich schöne“ Komposition „Dear Bix“.